# مسجد مصعب بن عمير (القدس)
مسجد مصعب بن عمير مسجد أثري يعود تاريخه إلى الحقبة الأيوبية في فلسطين. يقع داخل أسوار البلدة القديمة لمدينة القدس، في حارة النصارى عل يمين الداخل من باب العامود، مقابل مسجد الشيخ لولو وقبل مسجد الشوربجي، وهو محاط بأبنية قديمة، وتبلغ مساحته 50 متر مربع. وقد تم تسمية المسجد نسبةً إلى الصحابي مصعب بن عمير،  الذي هاجر مع النبي محمد إلى الحبشة وكان أول سفير للإسلام حيث عهد اليه بتعليم أهل المدينة.